# Jehyve Floyd
Jehyve Jamal Floyd (Parlin, Nueva Jersey; 22 de junio de 1997) es un jugador profesional estadounidense de baloncesto, que mide 2,03 metros y actualmente juega en la posición de ala pívot para el Ibaraki Robots de la B.League japonesa.

## Profesional
Es un alero formado en la Sayreville War Memorial High School de Nueva Jersey, antes de comenzar su formación universitaria en 2015 en los Holy Cross Crusaders con los que jugó durante cuatro temporadas.
Tras no ser elegido en el draft de la NBA de 2019, Floyd se unió a MHP Riesen Ludwigsburg de la Basketball Bundesliga, pero dejó el equipo antes de debutar con el conjunto germano.
El 13 de septiembre de 2019, se unió al Larisa de la A1 Ethniki, con el que participó en 20 partidos en los que promedió 5,1 puntos, 5 rebotes y 2.2 bloqueos por partido, liderando la Liga griega en bloqueos.
El 30 de julio de 2020, firmó con Promitheas Patras B.C. de la A1 Ethniki.
El 12 de octubre de 2020, Floyd firmó con Hapoel Galil Gilboa de la Ligat Winner.
El 19 de julio de 2021, firma por el Panathinaikos B. C. de la A1 Ethniki.
El 21 de diciembre de 2021, se compromete con el Fenerbahçe de la Basketbol Süper Ligi.
En la temporada 2022-23, firma por el Galatasaray de la Basketbol Süper Ligi.
El 23 de febrero de 2024 fichó por Yukatel Merkezefendi Belediyesi de la Basketbol Süper Ligi (BSL).